# Gasisolierter Rohrleiter

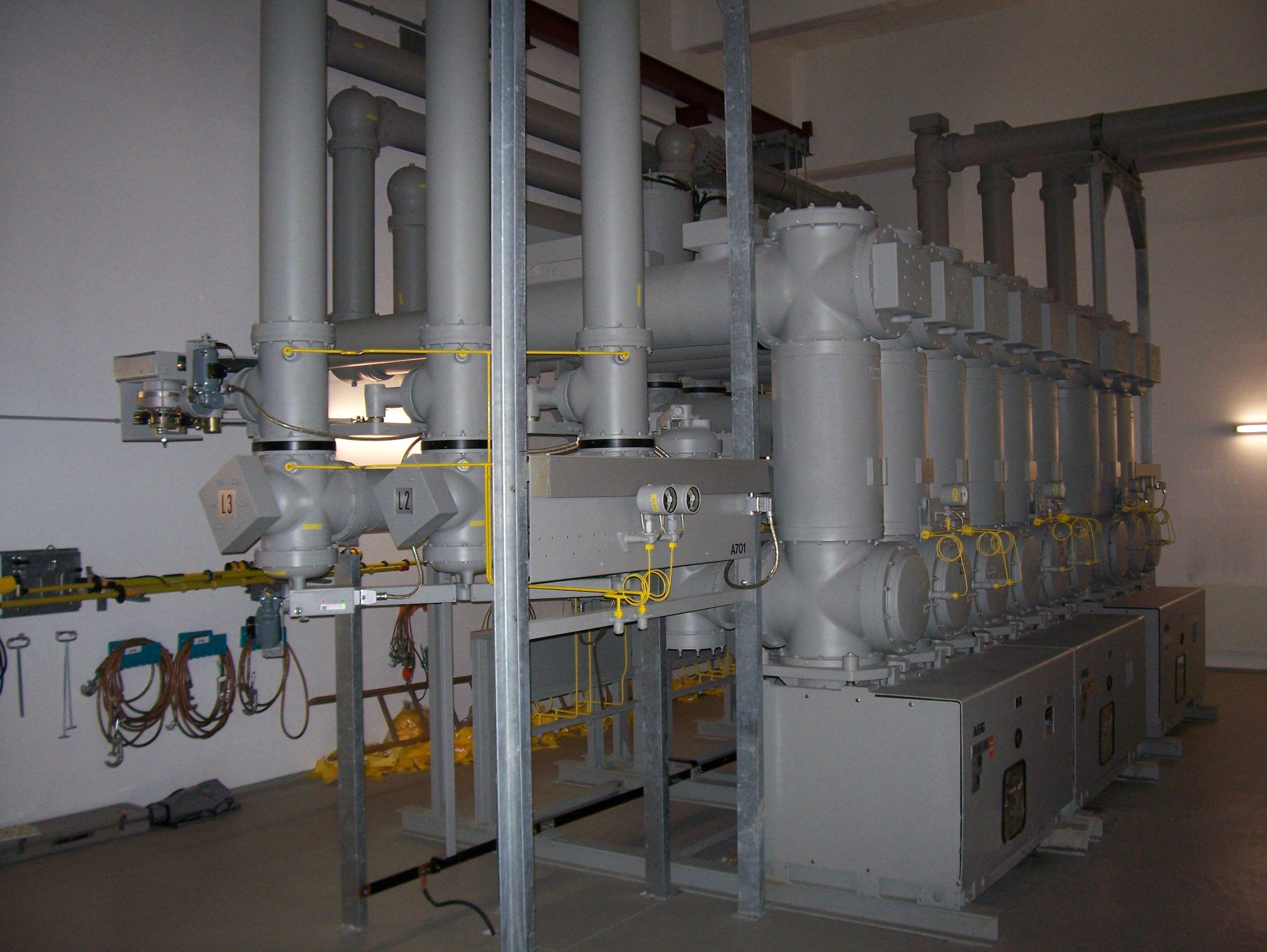
Innenraumschaltanlage mit gasisolierten Rohrleitern.

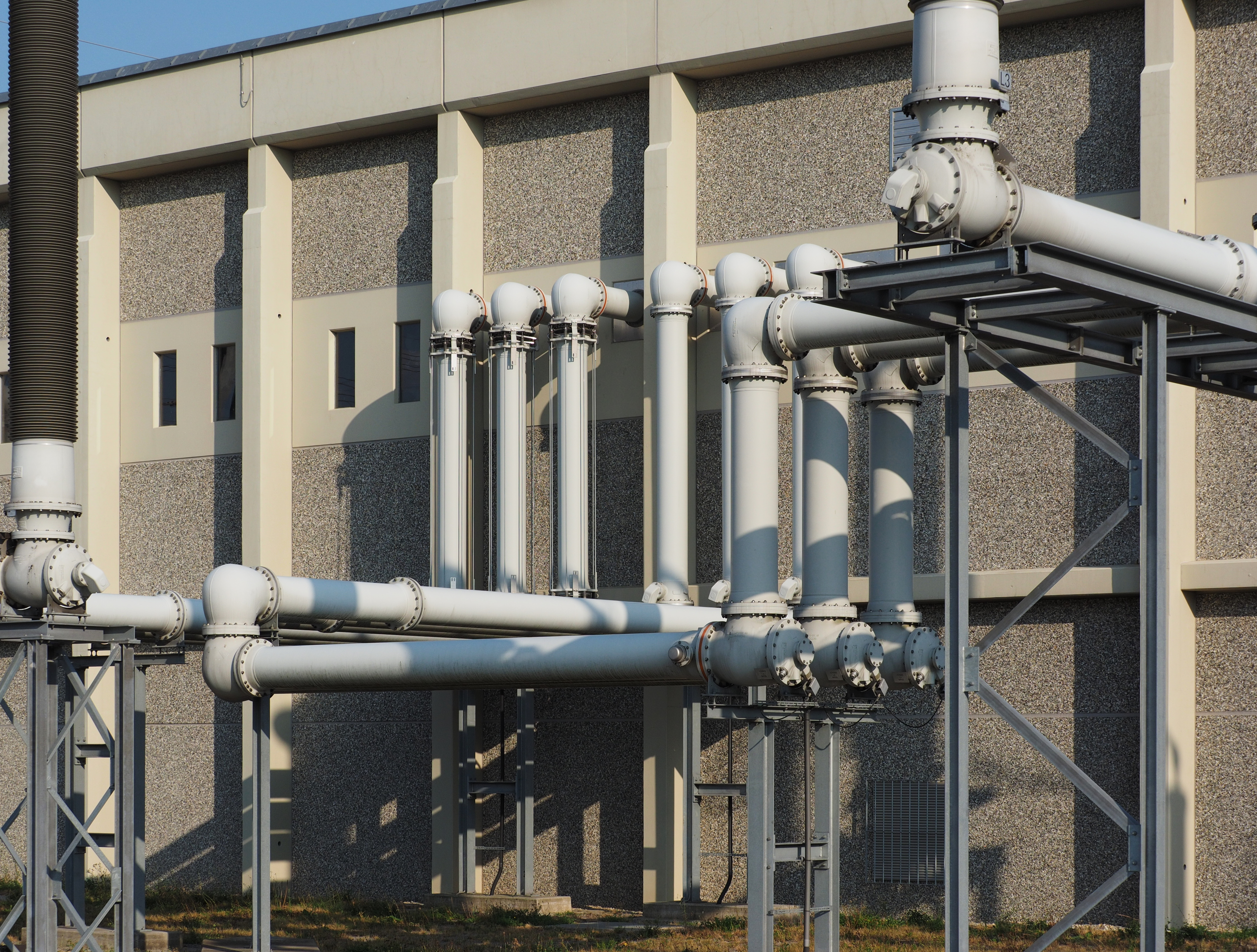
GIL im Außenbereich des Umspannwerks Leingarten, Betriebsspannung 380 kV.

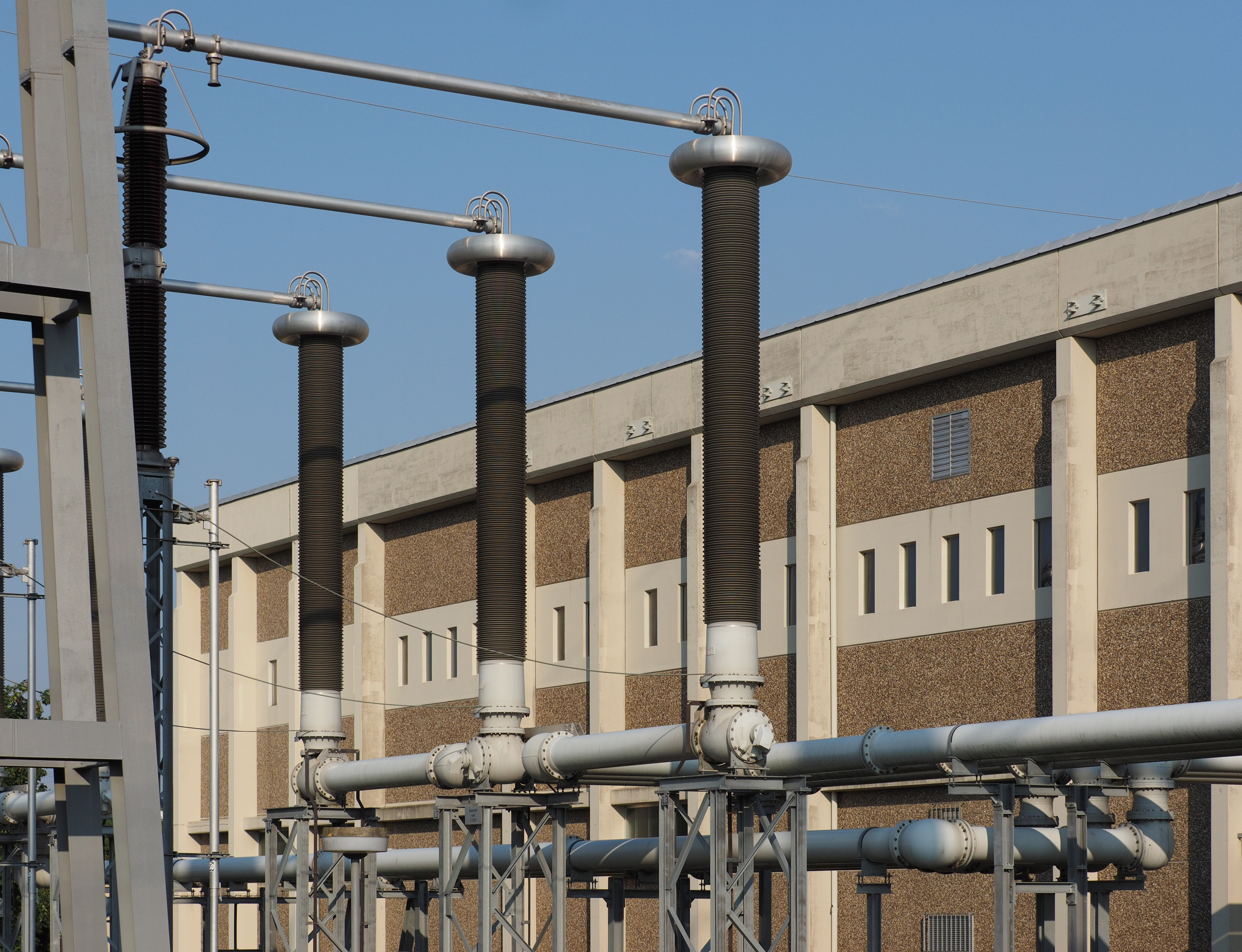
Übergang von GIL auf luftisolierte Freileitung. Der spannungsführende Innenleiter wird aus dem GIL durch den Keramik-Isolator zur Freileitung geführt.

Gasisolierte Rohrleiter (GIL) sind im Bereich der elektrischen Energietechnik Übertragungsleitungen für Höchstspannungen. Durch die Eigenart der Konstruktion kann elektrische Leistung mit hohen Spannungen und hohen Strömen auf kleinstem Raum übertragen werden. Daher finden GIL unter anderem Anwendung bei Ausleitungen z. B. aus Innenräumen von Schaltanlagen. Ein wesentlicher Vorteil von gasisolierten Rohrleitern ist die Eigensicherheit vor Bränden, die sich durch den Aufbau ergibt.

## Aufbau
GIL sind aus zwei konzentrisch angeordneten Aluminiumrohren aufgebaut. Dabei ist das innere Rohr der Hochspannung führende Teil, üblich sind Betriebsspannungen bis 500 kV mit Nennströmen pro Leiter bis etwa 5 kA. Der Innenleiter wird in regelmäßigen Abständen auf Stützisolatoren oder Scheibenisolatoren im äußeren Rohr fixiert. Der Zwischenraum zwischen dem Innenrohr und dem geerdeten Außenrohr ist mit einem isolierenden Gas gefüllt. In der Regel wird Schwefelhexafluorid (SF6) bei einem Druck von ca. 5 bar oder ein kostengünstigeres Gemisch aus 80 % Stickstoff (N2) und 20 % Schwefelhexafluorid bei einem etwas höheren Gasdruck von rund 7 bar verwendet. Durch den gegenüber Normaldruck (1 bar) höheren Druck wird gemäß dem Paschen-Gesetz die mittlere freie Weglänge für elektrisch geladene Teilchen wie ionisierte Moleküle zwischen den beiden Leitern reduziert, was Koronaentladungen vermindert und die Durchschlagsfestigkeit des Isoliergases steigert. Die Rohrdurchmesser ergeben sich aus den nötigen Leiterquerschnitten, Querschnitte von etwa 5000 mm2 sind üblich, um die elektrische Randfeldstärke am Innenleiter unterhalb bestimmter Grenzen zu halten.
Das verwendete Isoliergas Schwefelhexafluorid ist ungiftig, aber stark klimawirksam; es hat ein sehr starkes Treibhausgaspotenzial. Das Außenrohr ist starr geerdet, so dass keine gefährlichen Berührspannungen auftreten. Bei einer möglichen Leckage und Gasaustritt muss die Leitung unmittelbar abgeschaltet werden, da die elektrische Isolierung nicht mehr gewährleistet ist. Rohrleiter unterliegen ohne äußere Beschädigungen und im Gegensatz zu feststoffisolierten Leitungen nahezu keiner Alterung und sind im Vergleich zu anderen Energieübertragungsanlagen betriebssicher. Sie stellen auch keine Brandlast dar, was insbesondere bei räumlich engen Verhältnissen wesentlich ist. Die einzelnen Rohrsegmente werden gasdicht verschweißt oder geflanscht und sind dicht auf Lebenszeit. Die Wirksamkeit von SF6 als Treibhausgas ist daher kaum relevant, insbesondere bei den gasdicht geschweißten GIL-Anlagen. Während der Betriebsdauer von 50 Jahren muss kein Gas nachgefüllt werden. Eine zusätzliche Überwachung der Gasräume für ein frühzeitiges Erkennen eines Druckverlusts ist Standard.

## Anwendungen
Anwendungsbereiche sind neben den Bereichen in Schaltanlagen elektrische Leitersysteme in städtischen Gegenden oder in landschaftlich sensiblen Bereichen, wo Freileitungen aus räumlichen oder optischen Gründen nicht einsetzbar sind. GIL werden in diesem Bereich zunehmend als Alternative für mit Höchstspannung betriebene Erdkabel eingesetzt. Die Übertragungsverluste sind in der Regel geringer als bei Freileitungen und Erdkabeln.
Die Verlegung kann oberirdisch, unterirdisch in einem Tunnel oder auch direkt in Erde erfolgen.  Abhängig vom Anwendungsfall können GIL-Systeme ohne besondere Kühlung auskommen. In Sonderfällen kann ein aktiv belüfteter Kanal notwendig werden.
Bei GIL-Systemen ist der Kapazitätsbelag höher als bei gleich langen Freileitungen. Vergleichbare Hochspannungskabel haben einen höheren Kapazitätsbelag und benötigen bei Betrieb mit Wechselspannung entsprechende Kompensationseinrichtung der Blindleistung. Dies entfällt im Regelfall bei GIL-Systemen.
Die erste GIL wurde von der Firma Siemens AG (seit 1. April 2020 Siemens Energy AG) als Doppelsystem für eine Nennspannung von 420 kV Drehstrom 50 Hz gebaut und 1975 in Betrieb genommen. Jedes System besteht aus drei Rohrleitern. Sie führt durch einen ca. 600 m langen Stollen mit 40° Steigung aus der Kaverne im Kraftwerk Wehr im Schwarzwald zu den an der Oberfläche befindlichen Freileitungen. Sie ist mit Stand 2016 immer noch eines der weltweit größten GIL-Systeme.
Mit Stand 2013 ist das größte realisierte GIL-Übertragungssystem mit einer Ausdehnung von knappen 600 m bei der Xiluodu-Talsperre in China aufgebaut. Die Rohranlage besteht aus sieben jeweils dreipoligen Rohren, die aneinandergereiht eine Gesamtlänge von ca. 12,5 km haben. Das GIL-System dient der Verbindung zwischen dem unterirdisch angeordneten Kavernenkraftwerk mit den 460 m höher gelegenen Freileitungen. Die Anlage wird mit 550 kV betrieben und ist auf die Übertragung von 3,9 GW ausgelegt. Die GIL wurde in Tunneln wegen der Brandsicherheit eingebaut.
Die größte in Europa befindliche GIL-Anlage mit einer Ausdehnung von knapp 900 m befindet sich in Kelsterbach in Deutschland. Das Rohrsystem besteht aus zwei Dreiphasensystemen für 420 kV mit einer Gesamtrohrlänge von 5,4 km. Die unterirdisch verlegte GIL stellt einen Ersatz für einen Abschnitt einer 380-kV-Freileitung dar, um Raum für eine weitere Landebahn am Frankfurter Flughafen zu schaffen.

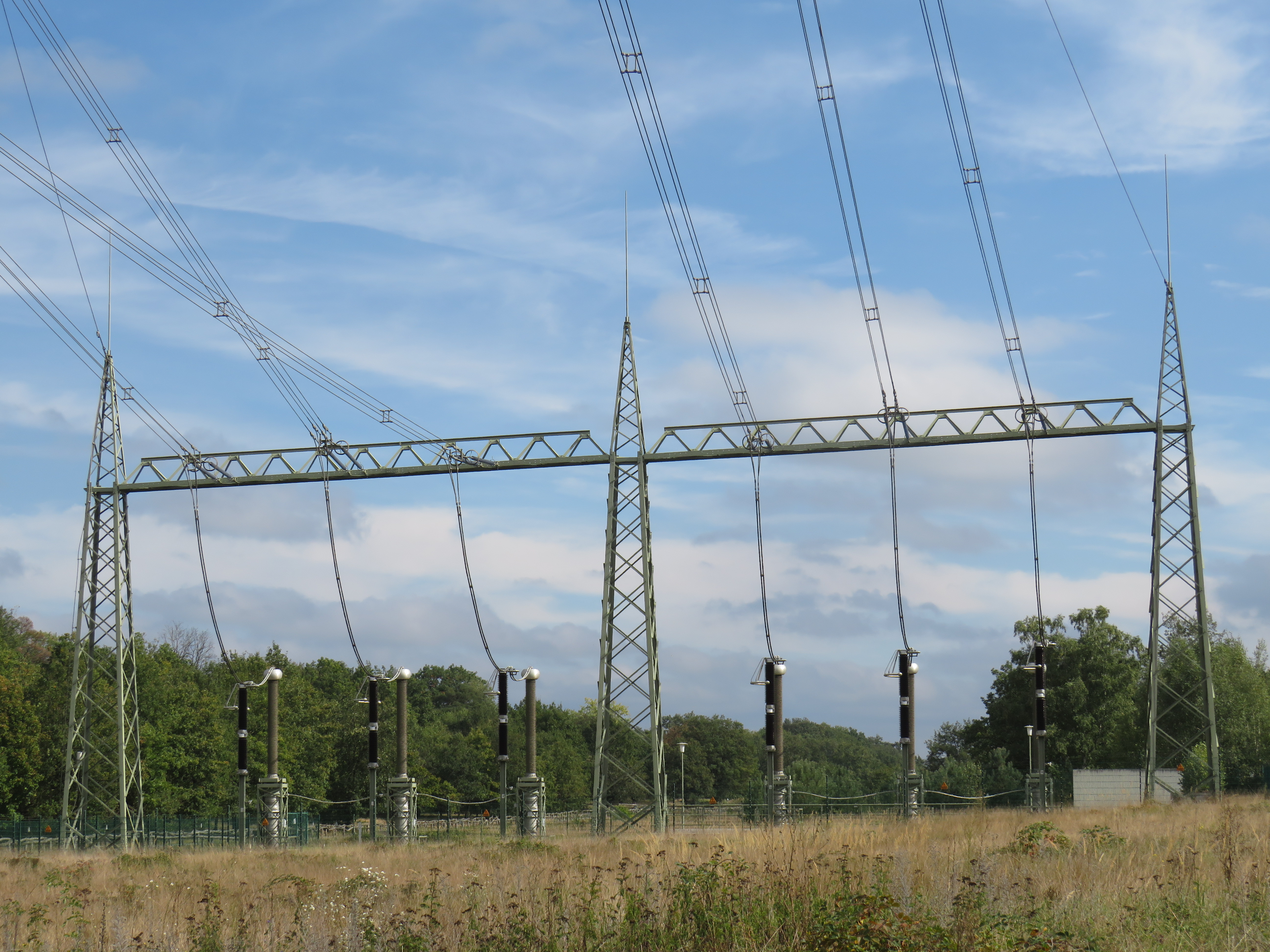
Kabelübergabestation Kelsterbach West
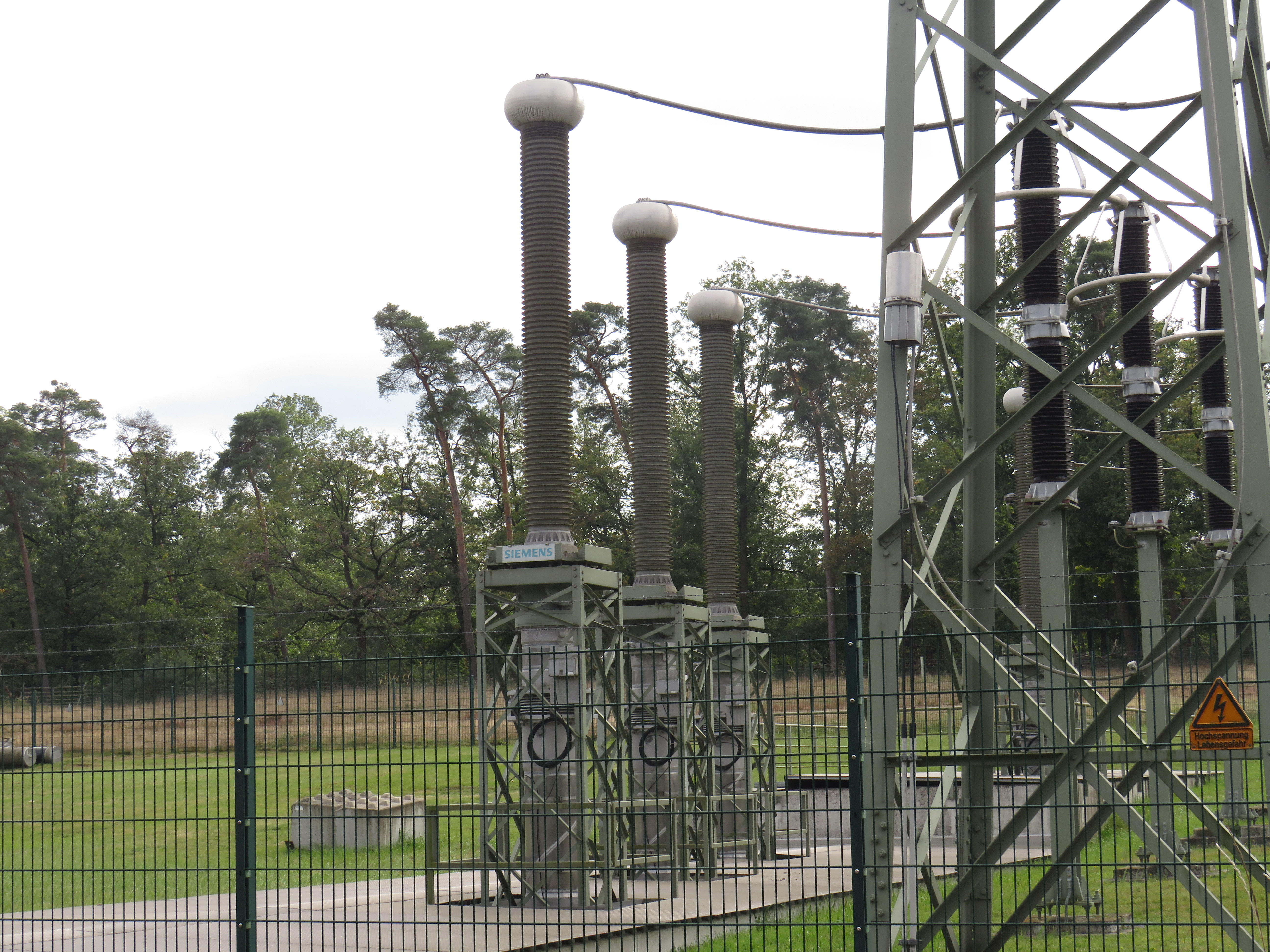
Einführung der Phasen in die gasisolierte Rohrleitung